# Grimorium Verum
Il Grimorium Verum è un libro di magia del XVIII secolo attribuito a un "Alibeck l'egiziano" di Menfi, che presumibilmente lo ha scritto nel 1517. Come molti Grimori, anche questo trova origine nella tradizione del re Salomone.
Il grimorio non è una traduzione di un precedente lavoro, la sua versione originale nasce in italiano nella metà del XVIII secolo, come scoperto da Arthur Edward Waite che ne ha discusso il lavoro nel sua Magia Cerimoniale (1911), dichiarando:
Una versione del grimorio è stato incluso come Piccola Clavicola di Salomone, dove alla fine sono inclusi alcuni brevi estratti del Grimorium Verum con i sigilli degli spiriti maligni.